# Hadirokkant
A hadirokkant olyan katona, aki hadiszolgálat teljesítése közben megsebesült, megsérült, megrokkant, vagy a szolgálat alatt szerzett betegsége folytán egészsége olyan mértékben károsodott, mely kereső- és munkaképességét csökkenti.

## Azelső világháborúhadirokkantjai
Az első világháború kitörésével szinte egy időben szembesült az állam és a társadalom a hadiszolgálat közben megsebesült, megsérült, megrokkant illetve tartósan megbetegedett katonák tömegeivel. A sebesülések, sérülések mellett rengeteg katona szerzett a harctereken vagy hadifogolytáborokban meghűléstől vagy járványoktól olyan súlyos és tartós megbetegedéseket, melyek sajnos számtalan esetben halálosnak bizonyultak. Sokan szenvedtek malária betegségtől , tífusztól, légzőszervi és keringési betegségektől, s jelentős számú volt a végtagelfagyások esete is.
Az első világháború csatatereiről hazatért hadirokkantak helyzetét 1933-ig a közös hadsereg (haditengerészet) és a m. kir. honvédség egyéneinek katonai ellátásáról szóló 1875. évi LI. törvénycikk (röviden: katonai ellátási törvény) határozta meg. A törvény külön rendelkezik tisztekről, tengerész-apródokról, katonai és hadi tengerészeti lelkészekről, katonai és hadi tengerészeti hivatalnokokról és egyéb havidíjas egyénekről, akiknek ellátása állandó vagy időleges nyugdíj, sebesülési pótdíj engedélyezése, valamely rokkantak háza helyi állományába való felvétel, vagy valamely rokkantak házához tartozó javadalomnak adományozása által történhetett. Szintén külön rendelkezik az altisztekről, közkatonákról és matrózokról, akik állandó vagy időleges rokkantsági nyugdíjban, esetleg sebesülési pótdíj engedményezésében, illetve a rokkantak valamely házának ellátási állományába való fölvételben részesülhettek. Külön tárgyalja a törvény a közös hadsereg és Magyar Királyi Honvédség katonáinak ellátását is, ugyanakkor a 117. §-a kimondja: "A közös hadsereg egyéneinek katonai ellátására nézve megállapított elvek a m. kir. honvédség tettleges szolgálatában rokkantakká vált tisztekre, lelkészekre, hivatalnokokra és általában havidijas személyekre, továbbá altisztek és egyéb legénységre teljes mérvben érvényesek."
A hadirokkantak besorolásának és ellátásának ügyét új alapokra helyezte a hadigondozást egységesen rendező, a hadirokkantak és más hadigondozottak ellátásáról szóló 1933. évi VII. törvénycikk (röviden: hadirokkant törvény). E törvény meghatározása szerint hadirokkant az a férfi, akinek kereső- és munkaképessége a világháborúban teljesített hadiszolgálatban történt megsebesülése, illetőleg a hadiszolgálattal okszerű kapcsolatban történt megbetegedése folytán hibáján kívül a törvényben meghatározott mértékben csökkent. A hadirokkant törvény a hadirokkantakat és a hadigondozottakat pénzellátás szempontjából tiszti, altiszti vagy legénységi ellátási csoportba, a hadirokkantakat pedig e csoportokon belül a kereső- és munkaképesség-csökkenést okozó hadirokkantság mértékének megfelelően I, II, III, vagy IV. járadékosztályba sorolta. A hadirokkantak a pénzellátásokon (járadék, járadéksegély, járadékmegváltás, temetési segély) kívül indokolt esetben gyógykezelésben, rokkantotthoni ellátásban, valamint mesterséges testrészpótlókkal való ellátásban részesülhettek. A törvény meghatározta, hogy azon hadirokkantak, akik kialakult rokkantságuk miatti eredeti foglalkozásukat nem tudják folytatni, átképzésben részesüljenek, s e célból tanfolyamokon vehessenek részt, ahol új szakmát szerezhetnek.A hadirokkant törvény rendelkezett a hadirokkantak jelvény- és címhasználatáról, valamint az őket megillető kedvezményekről is.
A törvény a hadirokkantak részére a következő kedvezményeket biztosította:
- a hadigondozási ügyükben való eljáráskor, valamint a törvényben meghatározott egyéb ügyekben a teljes illetékmentességet,
- közszolgálati és alkalmaztatási kedvezményeket,
- tanulmányi kedvezményeket,
- közlekedési kedvezményeket,
- kereskedelmi és ipari kedvezményeket
- hasznot hajtó jogosítványokat (pl. állami egyedáruság tárgyát alkotó dolgok elárusítására).